# 南千住駅

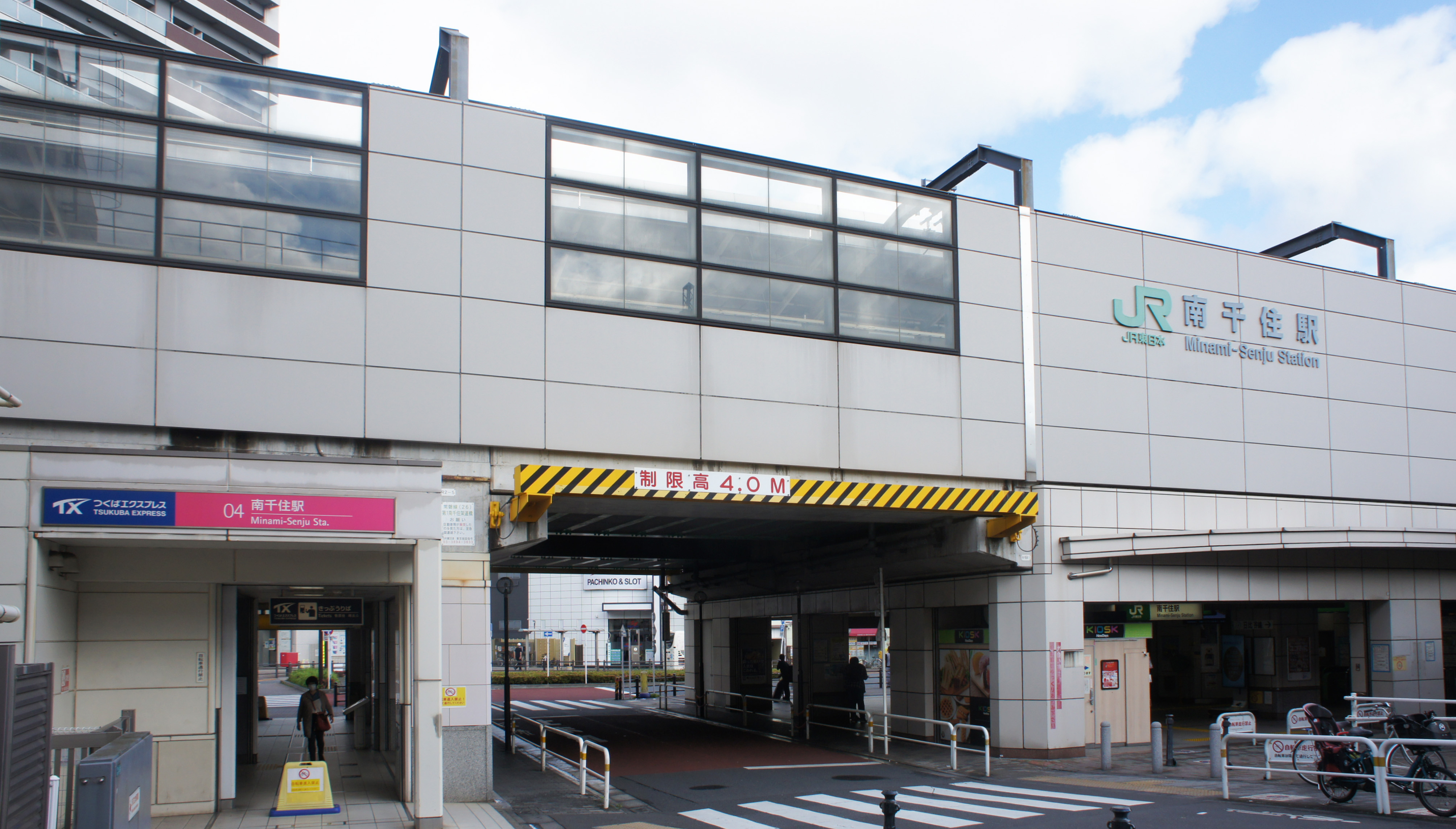
東口（2021年5月）

南千住駅（みなみせんじゅえき）は、東京都荒川区南千住四丁目にある、東日本旅客鉄道（JR東日本）・東京地下鉄（東京メトロ）・首都圏新都市鉄道（つくばエクスプレス）の駅である。荒川区最東端の駅。

## 乗り入れ路線
JR東日本の常磐線・東京メトロの日比谷線・首都圏新都市鉄道のつくばエクスプレスの3社の路線の駅がそれぞれあり、接続駅となっている。JR東日本の駅には「JJ 04」、東京メトロの駅には「H 21」、つくばエクスプレスの駅には「TX04」の駅番号が付与されている。
JRの駅には常磐線快速電車および中距離電車のみが停車し、東京メトロ千代田線に直通している常磐線各駅停車は当駅を経由しない。常磐線各駅停車のみが停車する綾瀬・亀有方面へ向かう場合には、北隣の北千住駅で各駅停車に乗り換えが可能である。かつては、中距離電車の当駅停車は日中のみだったが、2004年（平成16年）3月13日のダイヤ改正で終日停車するようになった。かつて設定されていた通勤快速や2005年（平成17年）7月9日より設定された特別快速は、当駅を通過する。また、JRの駅は、特定都区市内制度における「東京都区内」に属している。
JRの駅からは、貨物駅である日本貨物鉄道（JR貨物）隅田川駅へと通じる常磐線支線（隅田川貨物線）が分岐しており、貨物列車のみが使用する。つくばエクスプレスの工事のため使用を休止していた時期があり、その後改築されて使用が再開された。

## 歴史
- 1896年（明治29年）12月25日：日本鉄道の駅として開業[2][3]。
- 1906年（明治39年）11月1日：日本鉄道が国有化し、官設鉄道の駅となる[2]。
- 1909年（明治42年）10月12日：線路名称の制定により、常磐線の所属となる。
- 1949年（昭和24年）6月1日：日本国有鉄道が発足。
- 1962年（昭和37年） 5月31日：帝都高速度交通営団（営団地下鉄）日比谷線の駅が開業[4]。
- 1964年（昭和39年）10月1日：荷物の扱いを廃止[2]。
- 1971年（昭和46年）4月20日：緩行線（各駅停車）が営団地下鉄千代田線と相互直通運転を開始したことに伴い、国鉄の駅は快速停車駅となる。
- 1974年（昭和49年）7月1日：みどりの窓口が営業を開始[新聞 1]。
- 1987年（昭和62年）4月1日：国鉄分割民営化に伴い、国鉄の駅は東日本旅客鉄道（JR東日本）の駅となる[2]。
- 1988年（昭和63年）3月13日：普通列車（中距離電車）が日中（9 - 16時台）停車となる。
- 2001年（平成13年）11月18日：JR東日本でICカード「Suica」の利用が可能となる[報道 1]。
- 2004年（平成16年）
  - 3月13日：通勤快速（2006年〈平成18年〉3月18日に廃止）・特別快速（2005年〈平成17年〉7月9日より設定）を除く普通列車（中距離電車）が全停車となる[1]。
  - 4月1日：帝都高速度交通営団（営団地下鉄）民営化に伴い、日比谷線の駅は東京地下鉄（東京メトロ）に継承される[報道 2]。
- 2005年（平成17年）8月24日：首都圏新都市鉄道つくばエクスプレスの駅が開業[新聞 2][新聞 3]。
- 2007年（平成19年）3月18日：東京メトロ・首都圏新都市鉄道でICカード「PASMO」の利用が可能となる[報道 3]。
- 2011年（平成23年）8月31日：みどりの窓口の営業を終了。
- 2015年（平成27年）2月17日：日比谷線の駅に太陽光発電システムが導入される[報道 4]。
- 2020年（令和2年）2月7日：日比谷線ホームで発車メロディの使用を開始[5]。

### お召し列車の運行
天皇が茨城県方面での公務があり、つくばエクスプレスに乗車する場合は、起点である秋葉原駅ではなく、当駅を利用する場合がある。過去に2回運行された。
- 2008年（平成20年）11月12日：明仁天皇・美智子皇后夫妻とスペイン国王フアン・カルロス1世・ソフィア夫妻が、当駅で下車（往路は常磐線を利用した）。
- 2010年（平成22年）8月2日：明仁天皇・美智子皇后夫妻が、復路に当駅を利用（往路〈8月1日〉は秋葉原駅より乗車）。

## 駅構造
3社の駅はそれぞれ別々の建物であるため、各線相互の乗り換えの際には改札を出て道路を渡る必要がある。
JR東日本の駅舎は、つくばエクスプレスの建設工事に伴い2005年（平成17年）に建て替えられ、バリアフリー対応となった。また、東京メトロの駅舎も同年バリアフリー対応と内・外装の改修を目的としてリニューアルされている。なお、つくばエクスプレスの駅舎は当初からバリアフリー対応がなされている。

### JR東日本
島式ホーム1面2線を有する高架駅で、ホームは2階にある。出口は南側の1か所のみで、日比谷線の駅の北口に近い。
地元住民から北口の設置の要望があるが、JR東日本は「出口を増設するほどに利用者が達していない」として自らが出資するには難色を示し、「地元（荒川区）が開設費用を負担するか、利用者が社内基準に達すれば、設置を検討する」としている。
JR東日本ステーションサービスによる業務委託駅で、自動券売機、多機能券売機、指定席券売機、自動改札機が設置されている。お客さまサポートコールシステムが導入されており、早朝はインターホンによる案内となる。改札外にNewDaysKIOSKが、ホーム上に待合室がある。

#### のりば

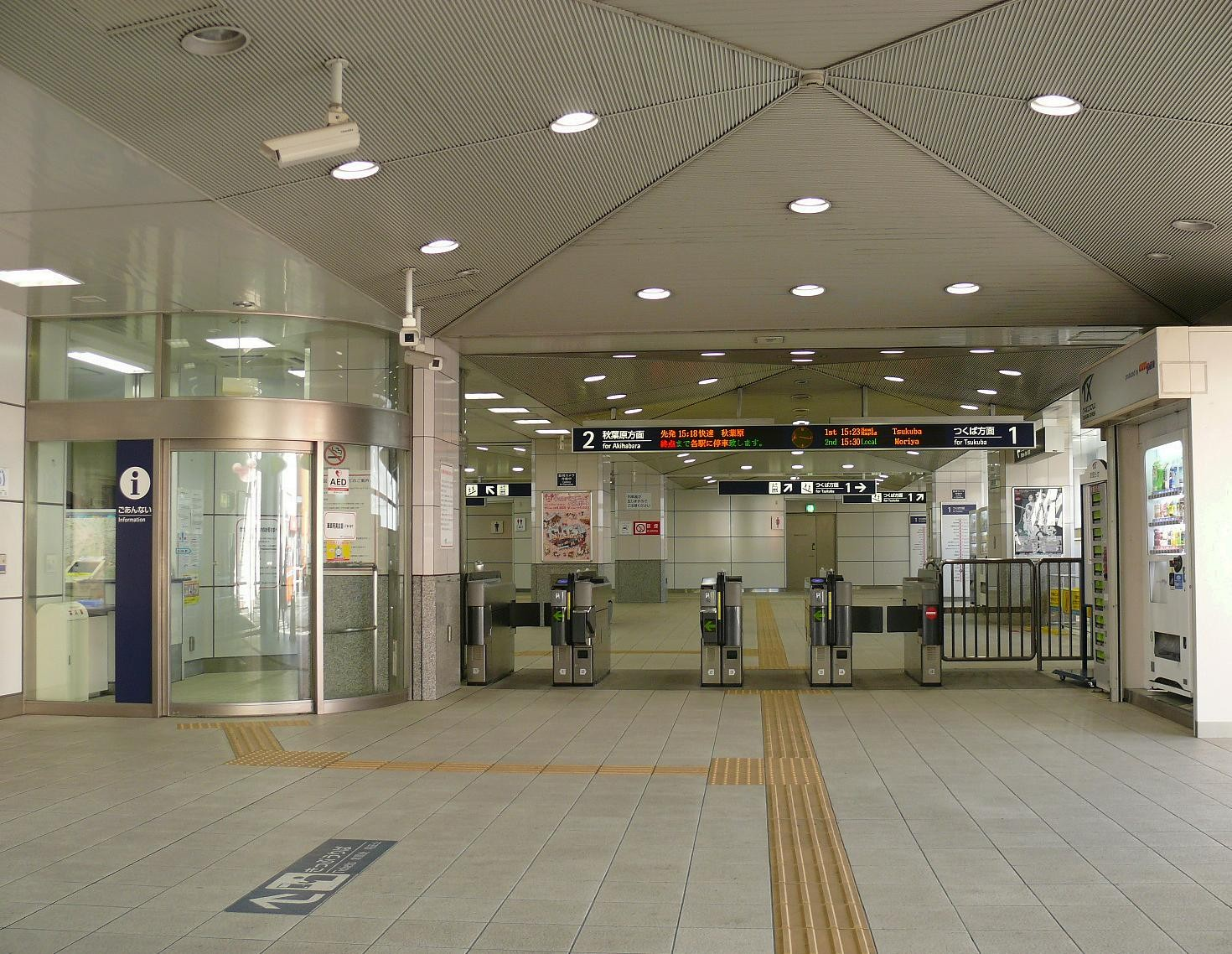
改札口（2008年2月）
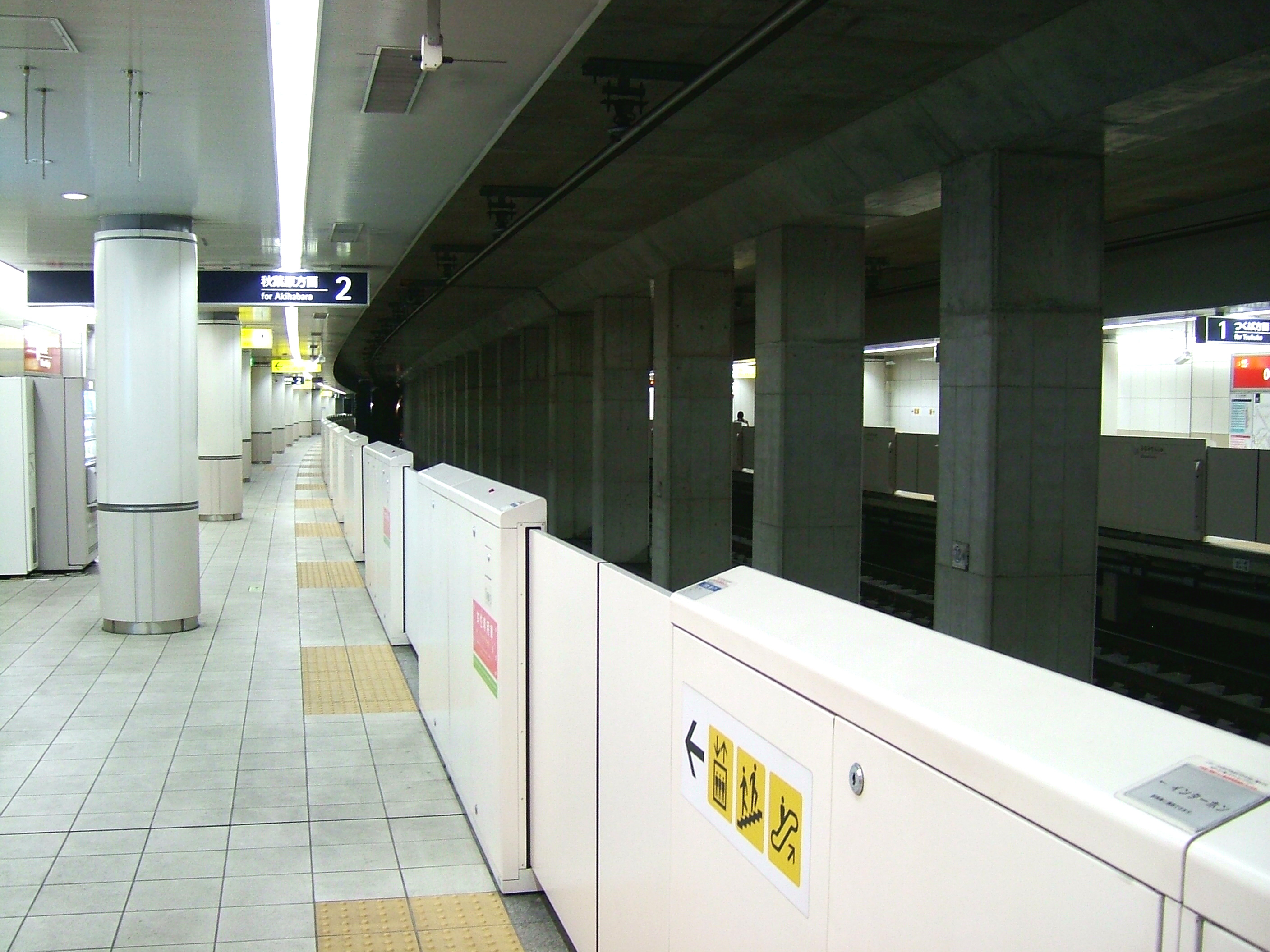
ホーム（2008年1月）

| 番線 | 路線                          | 方向 | 行先                             |
| ---- | ----------------------------- | ---- | -------------------------------- |
| 1    | 常磐線（快速）                | 下り | 松戸・取手・土浦・水戸・成田方面 |
| 1    | ■ 成田線                      | 下り | 松戸・取手・土浦・水戸・成田方面 |
| 2    | 常磐線（快速） 上野東京ライン | 上り | 日暮里・上野・東京・品川方面     |

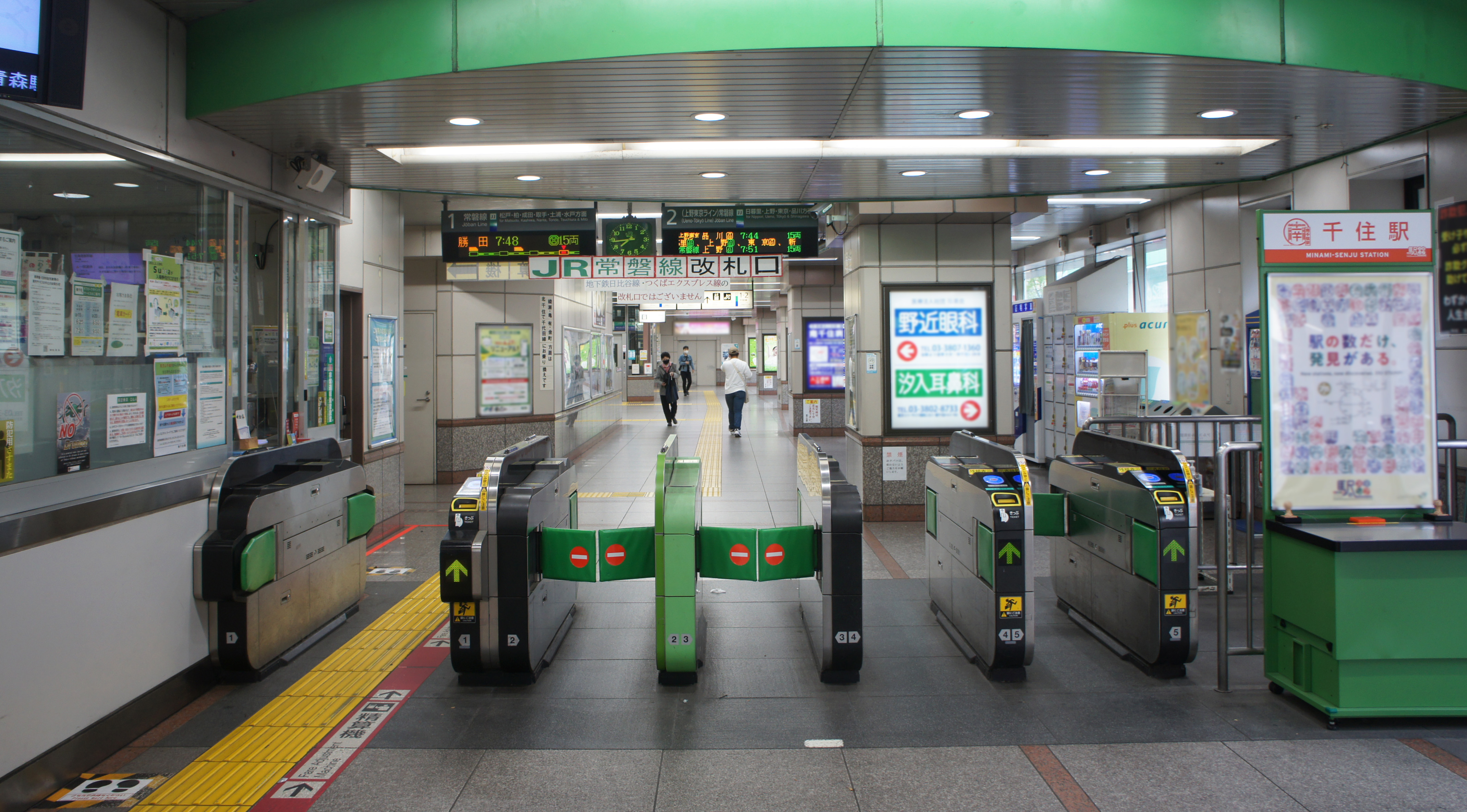
改札口（2021年5月）
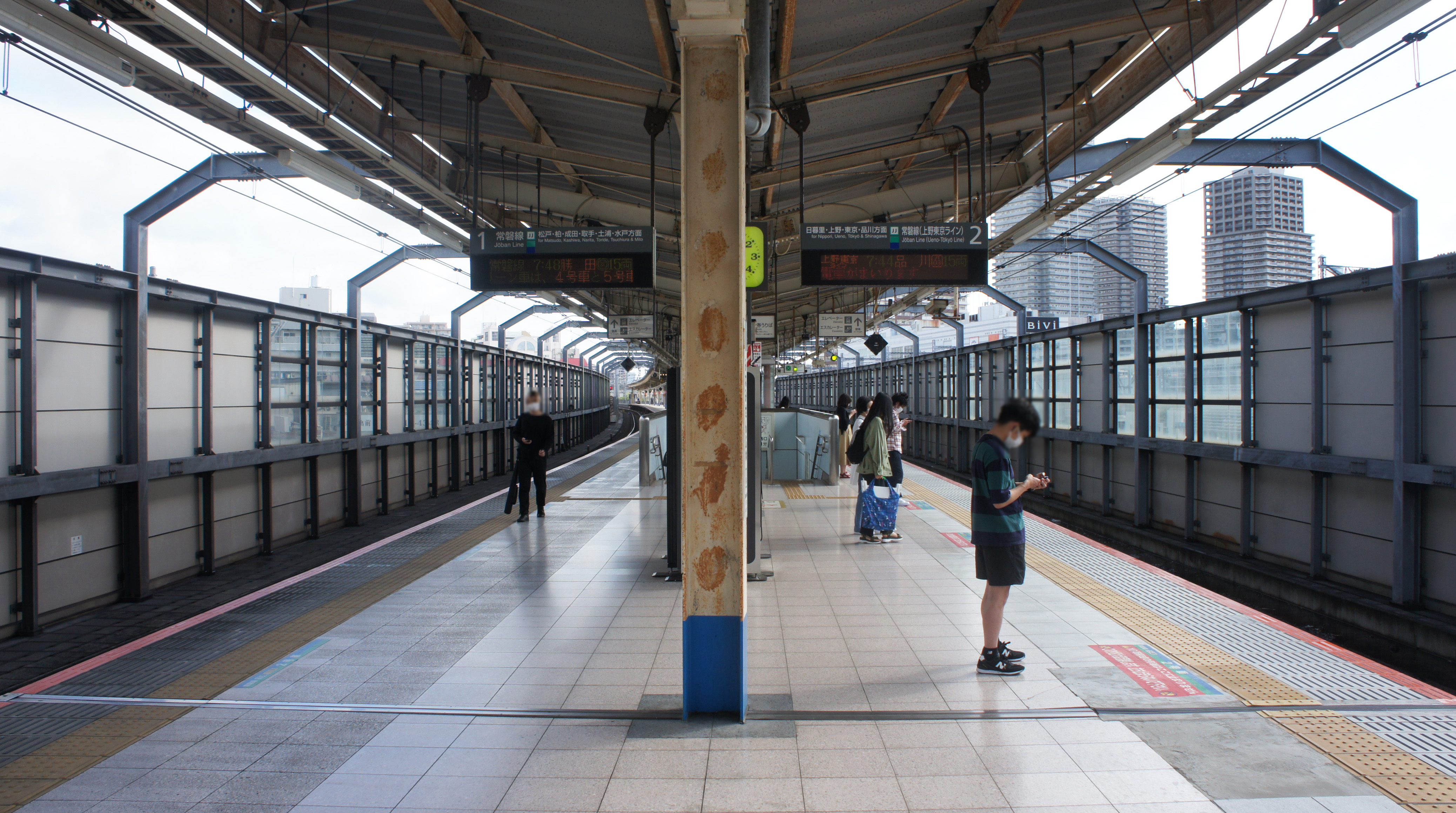
ホーム（2021年5月）

### 東京メトロ
相対式ホーム2面2線を有する高架駅。ホームは3階。出口は三ノ輪駅寄り（南口）と北千住駅寄り（北口）の2か所で、北口がJRの駅入口に近い。
エレベーターは北口側に設置されている。ただし、改札階から2番線（北千住方面）ホームへエレベーターで行く場合は、2階でエレベーターを乗り継ぐ必要がある。
駅北側に千住検車区が近接しており、ラッシュ時を中心に当駅始終着列車が設定されている。また、当駅で乗務員の交代が行われることがある。
当駅は、「北千住駅務管区南千住地域」として近隣の駅を管理している。

#### のりば
| 番線 | 路線     | 行先               |
| ---- | -------- | ------------------ |
| 1    | 日比谷線 | 中目黒方面         |
| 2    | 日比谷線 | 北千住・南栗橋方面 |

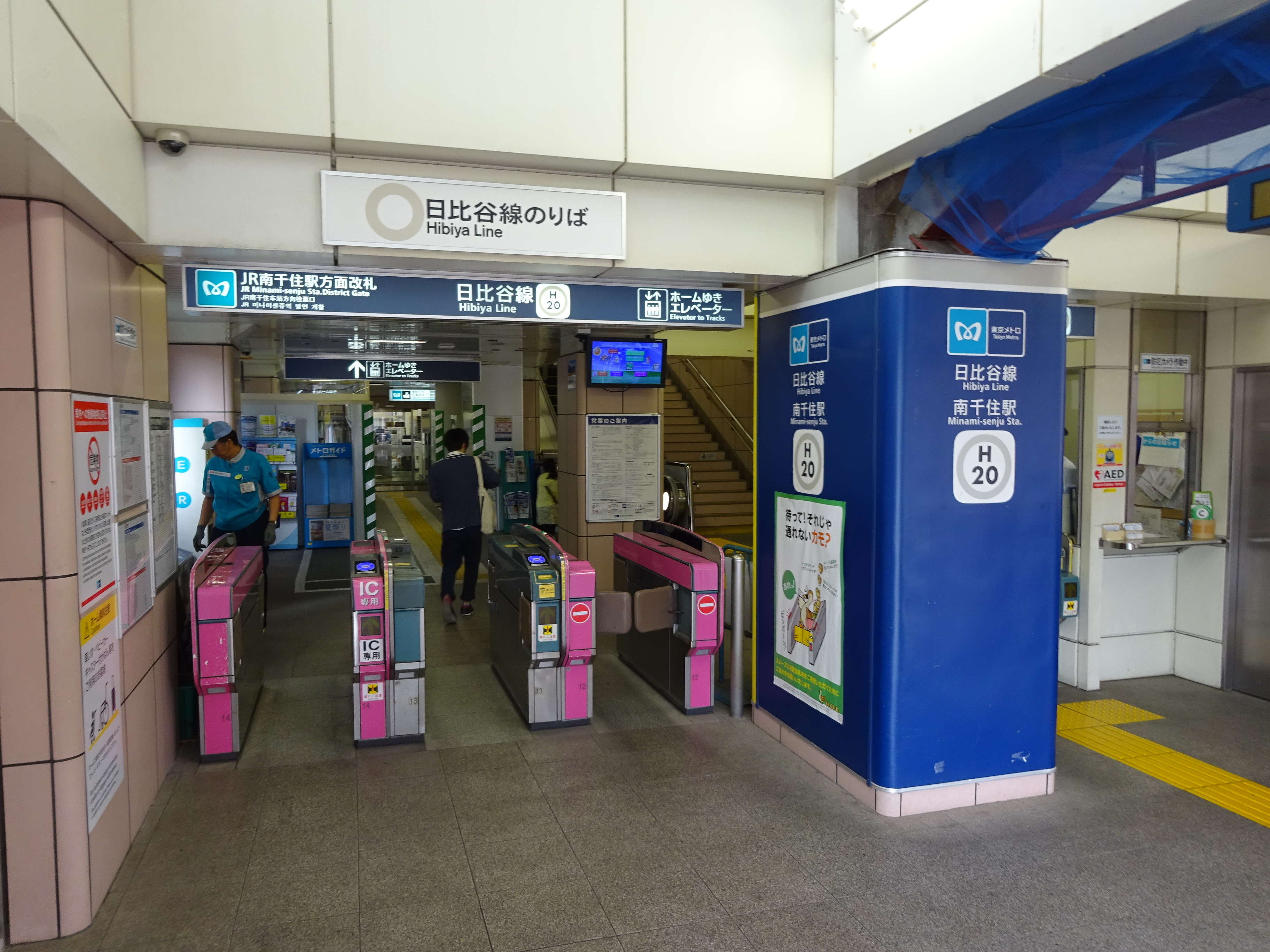
JR南千住駅方面改札口（2016年5月）
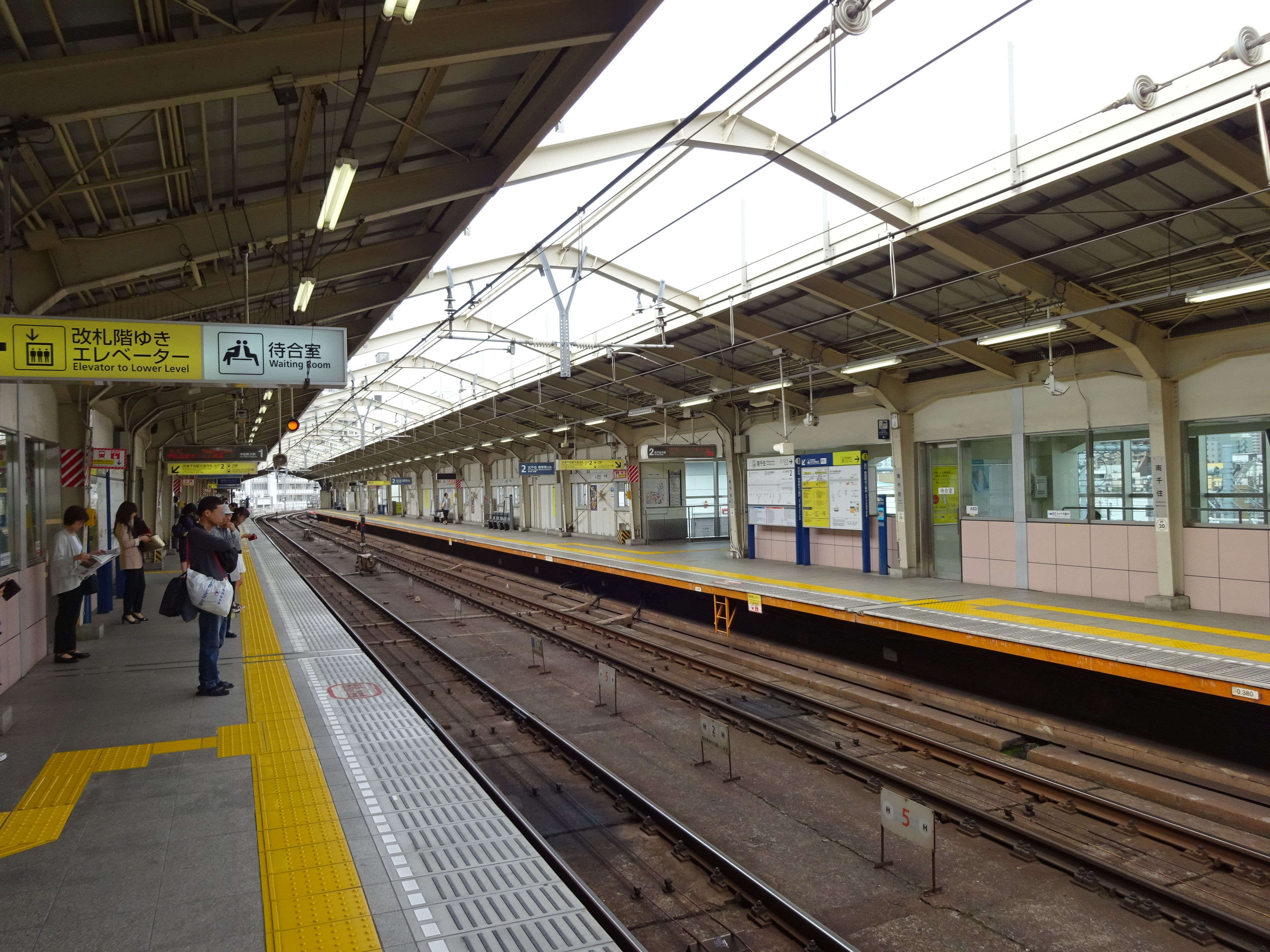
日比谷線ホーム（2016年5月）
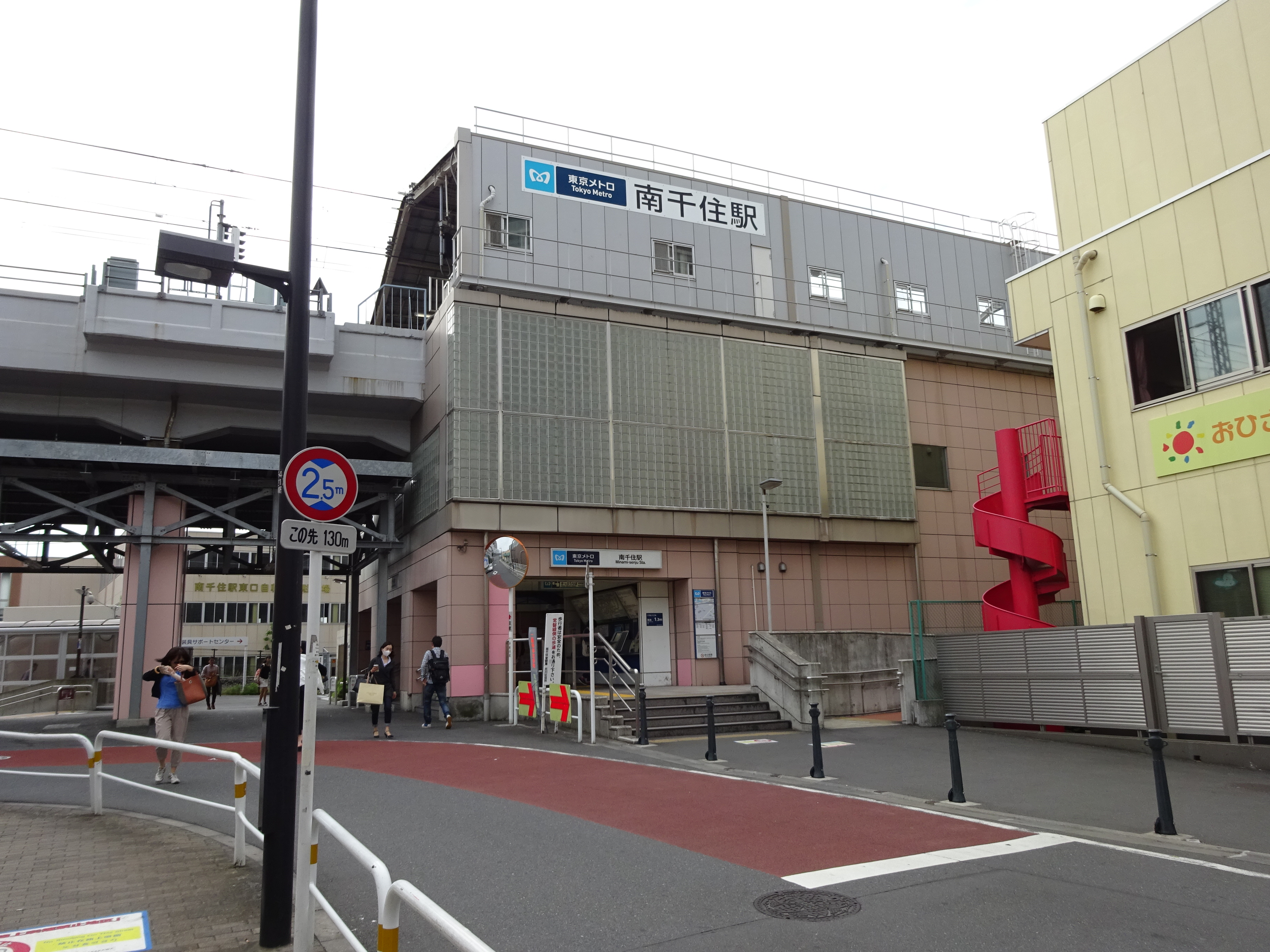
駅舎（北口）（2018年12月）

#### 発車メロディ
2020年（令和2年）2月7日よりスイッチ制作の発車メロディ（発車サイン音）を使用している。
曲は1番線が「桜の川堤」、2番線が「プリズム」（いずれも福嶋尚哉作曲）である。

### 首都圏新都市鉄道

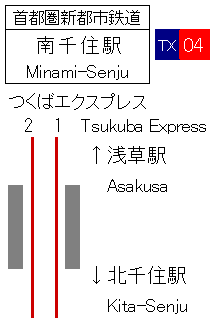
配線図

相対式ホーム2面2線を有する地下駅。ホームドアシステムなどの安全設備が導入されている。1階地上部（JR常磐線の高架下で、駅舎の反対側）にコンコースがあり、ホームは地下2階にある。出入口と改札は1か所。開業当初は改札横に売店があったが、その後閉店し、自動販売機が設置された。
開削工法で設置された駅であり、工事の際は設置位置の上にある常磐線南千住駅全体を仮線に移す工事が行われた。
また、付近はかつての小塚原刑場の跡地にかかっており、1998年（平成10年）の先行調査では井戸状の枠と104点の頭蓋骨、2002年（平成14年）の本調査では260点以上の頭蓋骨や1,700点の四肢骨が出土した。このほかに馬・犬・猫の骨、寛永通宝や下駄・煙管等の小物も出土しているが、木の棺に入れられて埋葬された馬も1点発見されている。

#### のりば
| 番線 | 路線               | 方向 | 行先       |
| ---- | ------------------ | ---- | ---------- |
| 1    | つくばエクスプレス | 下り | つくば方面 |
| 2    | つくばエクスプレス | 上り | 秋葉原方面 |

- 改札口（2008年2月）
- ホーム（2008年1月）

### 連絡運輸について
JR東日本・東京メトロ・首都圏新都市鉄道のいずれも南千住駅の名称を用いるが、当時の帝都高速度交通営団（営団地下鉄）日比谷線開業に際して日本国有鉄道（国鉄）との連絡業務を行わなかったため、長らく同じ駅名でも乗換駅として案内されないという状態になっていた。つくばエクスプレスでは開業前にはJR・東京メトロへの乗り換えが可能な案内を行っていたが、隣の北千住駅での乗り換えの方が至便であることや、同線とJR・東京メトロとの定期券での連絡運輸を設定していなかったことから、開業後も連絡運輸については従前のままである。ただし、3社ともに乗り換えの車内アナウンスは流れている。なお、2010年（平成22年）3月13日よりJR東日本とつくばエクスプレスとの間で定期券に限り当駅での連絡運輸を開始している。

## 利用状況

### JR東日本
2023年度（令和5年度）の1日平均乗車人員は16,566人である。
各年度の推移は以下のとおりである。

#### 1日平均乗車人員（1890年代 - 1930年代）
| 1日平均乗車人員推移（日本鉄道／国鉄） （1890年代 - 1930年代） | 1日平均乗車人員推移（日本鉄道／国鉄） （1890年代 - 1930年代） | 1日平均乗車人員推移（日本鉄道／国鉄） （1890年代 - 1930年代） |
| 年度                                                          | 乗車人員                                                      | 出典 （東京府）                                               |
| ------------------------------------------------------------- | ------------------------------------------------------------- | ------------------------------------------------------------- |
| 1896年（明治29年）                                            | 15                                                            | [ 府 1 ]                                                      |
| 1897年（明治30年）                                            | 41                                                            | [ 府 2 ]                                                      |
| 1898年（明治31年）                                            | 353                                                           | [ 府 3 ]                                                      |
| 1899年（明治32年）                                            | 392                                                           | [ 府 4 ]                                                      |
| 1900年（明治33年）                                            | 449                                                           | [ 府 5 ]                                                      |
| 1901年（明治34年）                                            | 431                                                           | [ 府 6 ]                                                      |
| 1902年（明治35年）                                            | 390                                                           | [ 府 7 ]                                                      |
| 1903年（明治36年）                                            | 336                                                           | [ 府 8 ]                                                      |
| 1904年（明治37年）                                            | 312                                                           | [ 府 9 ]                                                      |
| 1905年（明治38年）                                            | 308                                                           | [ 府 10 ]                                                     |
| 1907年（明治40年）                                            | 389                                                           | [ 府 11 ]                                                     |
| 1908年（明治41年）                                            | 364                                                           | [ 府 12 ]                                                     |
| 1909年（明治42年）                                            | 507                                                           | [ 府 13 ]                                                     |
| 1911年（明治44年）                                            | 757                                                           | [ 府 14 ]                                                     |
| 1912年（大正元年）                                            | 824                                                           | [ 府 15 ]                                                     |
| 1913年（大正02年）                                            | 766                                                           | [ 府 16 ]                                                     |
| 1914年（大正03年）                                            | 799                                                           | [ 府 17 ]                                                     |
| 1915年（大正04年）                                            | 838                                                           | [ 府 18 ]                                                     |
| 1916年（大正05年）                                            | 948                                                           | [ 府 19 ]                                                     |
| 1919年（大正08年）                                            | 1,521                                                         | [ 府 20 ]                                                     |
| 1920年（大正09年）                                            | 1,762                                                         | [ 府 21 ]                                                     |
| 1922年（大正11年）                                            | 2,185                                                         | [ 府 22 ]                                                     |
| 1923年（大正12年）                                            | 2,218                                                         | [ 府 23 ]                                                     |
| 1924年（大正13年）                                            | 2,765                                                         | [ 府 24 ]                                                     |
| 1925年（大正14年）                                            | 2,852                                                         | [ 府 25 ]                                                     |
| 1926年（昭和元年）                                            | 2,880                                                         | [ 府 26 ]                                                     |
| 1927年（昭和02年）                                            | 2,955                                                         | [ 府 27 ]                                                     |
| 1928年（昭和03年）                                            | 3,171                                                         | [ 府 28 ]                                                     |
| 1929年（昭和04年）                                            | 3,060                                                         | [ 府 29 ]                                                     |
| 1930年（昭和05年）                                            | 2,853                                                         | [ 府 30 ]                                                     |
| 1931年（昭和06年）                                            | 2,689                                                         | [ 府 31 ]                                                     |
| 1932年（昭和07年）                                            | 2,554                                                         | [ 府 32 ]                                                     |
| 1933年（昭和08年）                                            | 2,619                                                         | [ 府 33 ]                                                     |
| 1934年（昭和09年）                                            | 2,653                                                         | [ 府 34 ]                                                     |
| 1935年（昭和10年）                                            | 2,775                                                         | [ 府 35 ]                                                     |

#### 1日平均乗車人員（1953年 - 2000年）
| 1日平均乗車人員推移（国鉄／JR東日本） （1953年 - 2000年） | 1日平均乗車人員推移（国鉄／JR東日本） （1953年 - 2000年） | 1日平均乗車人員推移（国鉄／JR東日本） （1953年 - 2000年） | 1日平均乗車人員推移（国鉄／JR東日本） （1953年 - 2000年） | 1日平均乗車人員推移（国鉄／JR東日本） （1953年 - 2000年） |
| 年度                                                      | 乗車人員                                                  | 出典                                                      | 出典                                                      |                                                           |
| 年度                                                      | 乗車人員                                                  | JR                                                        | 東京都                                                    |                                                           |
| --------------------------------------------------------- | --------------------------------------------------------- | --------------------------------------------------------- | --------------------------------------------------------- | --------------------------------------------------------- |
| 1953年（昭和28年）                                        | 12,562                                                    |                                                           | [ 都 1 ]                                                  |                                                           |
| 1954年（昭和29年）                                        | 13,168                                                    |                                                           | [ 都 2 ]                                                  |                                                           |
| 1955年（昭和30年）                                        | 13,571                                                    |                                                           | [ 都 3 ]                                                  |                                                           |
| 1956年（昭和31年）                                        | 15,251                                                    |                                                           | [ 都 4 ]                                                  |                                                           |
| 1957年（昭和32年）                                        | 15,455                                                    |                                                           | [ 都 5 ]                                                  |                                                           |
| 1958年（昭和33年）                                        | 15,844                                                    |                                                           | [ 都 6 ]                                                  |                                                           |
| 1959年（昭和34年）                                        | 16,668                                                    |                                                           | [ 都 7 ]                                                  |                                                           |
| 1960年（昭和35年）                                        | 17,690                                                    |                                                           | [ 都 8 ]                                                  |                                                           |
| 1961年（昭和36年）                                        | 16,612                                                    |                                                           | [ 都 9 ]                                                  |                                                           |
| 1962年（昭和37年）                                        | 16,781                                                    |                                                           | [ 都 10 ]                                                 |                                                           |
| 1963年（昭和38年）                                        | 17,014                                                    |                                                           | [ 都 11 ]                                                 |                                                           |
| 1964年（昭和39年）                                        | 17,355                                                    |                                                           | [ 都 12 ]                                                 |                                                           |
| 1965年（昭和40年）                                        | 17,947                                                    |                                                           | [ 都 13 ]                                                 |                                                           |
| 1966年（昭和41年）                                        | 18,606                                                    |                                                           | [ 都 14 ]                                                 |                                                           |
| 1967年（昭和42年）                                        | 19,208                                                    |                                                           | [ 都 15 ]                                                 |                                                           |
| 1968年（昭和43年）                                        | 19,036                                                    |                                                           | [ 都 16 ]                                                 |                                                           |
| 1969年（昭和44年）                                        | 16,486                                                    |                                                           | [ 都 17 ]                                                 |                                                           |
| 1970年（昭和45年）                                        | 15,740                                                    |                                                           | [ 都 18 ]                                                 |                                                           |
| 1971年（昭和46年）                                        | 13,727                                                    |                                                           | [ 都 19 ]                                                 |                                                           |
| 1972年（昭和47年）                                        | 12,671                                                    |                                                           | [ 都 20 ]                                                 |                                                           |
| 1973年（昭和48年）                                        | 12,605                                                    |                                                           | [ 都 21 ]                                                 |                                                           |
| 1974年（昭和49年）                                        | 12,633                                                    |                                                           | [ 都 22 ]                                                 |                                                           |
| 1975年（昭和50年）                                        | 12,686                                                    |                                                           | [ 都 23 ]                                                 |                                                           |
| 1976年（昭和51年）                                        | 13,096                                                    |                                                           | [ 都 24 ]                                                 |                                                           |
| 1977年（昭和52年）                                        | 13,315                                                    |                                                           | [ 都 25 ]                                                 |                                                           |
| 1978年（昭和53年）                                        | 13,118                                                    |                                                           | [ 都 26 ]                                                 |                                                           |
| 1979年（昭和54年）                                        | 12,410                                                    |                                                           | [ 都 27 ]                                                 |                                                           |
| 1980年（昭和55年）                                        | 11,715                                                    |                                                           | [ 都 28 ]                                                 |                                                           |
| 1981年（昭和56年）                                        | 11,471                                                    |                                                           | [ 都 29 ]                                                 |                                                           |
| 1982年（昭和57年）                                        | 11,493                                                    |                                                           | [ 都 30 ]                                                 |                                                           |
| 1983年（昭和58年）                                        | 11,191                                                    |                                                           | [ 都 31 ]                                                 |                                                           |
| 1984年（昭和59年）                                        | 11,181                                                    |                                                           | [ 都 32 ]                                                 |                                                           |
| 1985年（昭和60年）                                        | 11,230                                                    |                                                           | [ 都 33 ]                                                 |                                                           |
| 1986年（昭和61年）                                        | 10,729                                                    |                                                           | [ 都 34 ]                                                 |                                                           |
| 1987年（昭和62年）                                        | 10,404                                                    |                                                           | [ 都 35 ]                                                 |                                                           |
| 1988年（昭和63年）                                        | 11,044                                                    |                                                           | [ 都 36 ]                                                 |                                                           |
| 1989年（平成元年）                                        | 11,164                                                    |                                                           | [ 都 37 ]                                                 |                                                           |
| 1990年（平成02年）                                        | 11,290                                                    |                                                           | [ 都 38 ]                                                 |                                                           |
| 1991年（平成03年）                                        | 11,462                                                    |                                                           | [ 都 39 ]                                                 |                                                           |
| 1992年（平成04年）                                        | 11,290                                                    |                                                           | [ 都 40 ]                                                 |                                                           |
| 1993年（平成05年）                                        | 11,419                                                    |                                                           | [ 都 41 ]                                                 |                                                           |
| 1994年（平成06年）                                        | 11,715                                                    |                                                           | [ 都 42 ]                                                 |                                                           |
| 1995年（平成07年）                                        | 12,036                                                    |                                                           | [ 都 43 ]                                                 |                                                           |
| 1996年（平成08年）                                        | 12,282                                                    |                                                           | [ 都 44 ]                                                 |                                                           |
| 1997年（平成09年）                                        | 11,992                                                    |                                                           | [ 都 45 ]                                                 |                                                           |
| 1998年（平成10年）                                        | 11,778                                                    |                                                           | [ 都 46 ]                                                 |                                                           |
| 1999年（平成11年）                                        | 11,724                                                    |                                                           | [ 都 47 ]                                                 |                                                           |
| 2000年（平成12年）                                        | 11,852                                                    | [ JR 2 ]                                                  | [ 都 48 ]                                                 |                                                           |

#### 1日平均乗車人員（2001年以降）
| 1日平均乗車人員推移（JR東日本）（2001年以降） | 1日平均乗車人員推移（JR東日本）（2001年以降） | 1日平均乗車人員推移（JR東日本）（2001年以降） | 1日平均乗車人員推移（JR東日本）（2001年以降） | 1日平均乗車人員推移（JR東日本）（2001年以降） | 1日平均乗車人員推移（JR東日本）（2001年以降） | 1日平均乗車人員推移（JR東日本）（2001年以降） |
| 年度                                          | 定期外                                        | 定期                                          | 合計                                          | 出典                                          | 出典                                          | 出典                                          |
| 年度                                          | 定期外                                        | 定期                                          | 合計                                          | JR                                            | 東京都                                        | 荒川区                                        |
| --------------------------------------------- | --------------------------------------------- | --------------------------------------------- | --------------------------------------------- | --------------------------------------------- | --------------------------------------------- | --------------------------------------------- |
| 2001年（平成13年）                            |                                               |                                               | 11,985                                        | [ JR 3 ]                                      | [ 都 49 ]                                     |                                               |
| 2002年（平成14年）                            |                                               |                                               | 12,253                                        | [ JR 4 ]                                      | [ 都 50 ]                                     |                                               |
| 2003年（平成15年）                            |                                               |                                               | 12,474                                        | [ JR 5 ]                                      | [ 都 51 ]                                     |                                               |
| 2004年（平成16年）                            |                                               |                                               | 13,283                                        | [ JR 6 ]                                      | [ 都 52 ]                                     |                                               |
| 2005年（平成17年）                            |                                               |                                               | 13,806                                        | [ JR 7 ]                                      | [ 都 53 ]                                     |                                               |
| 2006年（平成18年）                            |                                               |                                               | 13,953                                        | [ JR 8 ]                                      | [ 都 54 ]                                     |                                               |
| 2007年（平成19年）                            |                                               |                                               | 14,034                                        | [ JR 9 ]                                      | [ 都 55 ]                                     |                                               |
| 2008年（平成20年）                            |                                               |                                               | 14,266                                        | [ JR 10 ]                                     | [ 都 56 ]                                     |                                               |
| 2009年（平成21年）                            |                                               |                                               | 14,597                                        | [ JR 11 ]                                     | [ 都 57 ]                                     |                                               |
| 2010年（平成22年）                            |                                               |                                               | 15,021                                        | [ JR 12 ]                                     | [ 都 58 ]                                     |                                               |
| 2011年（平成23年）                            |                                               |                                               | 15,305                                        | [ JR 13 ]                                     | [ 都 59 ]                                     |                                               |
| 2012年（平成24年）                            | 5,489                                         | 10,242                                        | 15,731                                        | [ JR 14 ]                                     | [ 都 60 ]                                     |                                               |
| 2013年（平成25年）                            | 5,488                                         | 10,501                                        | 15,990                                        | [ JR 15 ]                                     | [ 都 61 ]                                     |                                               |
| 2014年（平成26年）                            | 5,441                                         | 10,461                                        | 15,902                                        | [ JR 16 ]                                     | [ 都 62 ]                                     |                                               |
| 2015年（平成27年）                            | 5,653                                         | 10,854                                        | 16,508                                        | [ JR 17 ]                                     | [ 都 63 ]                                     |                                               |
| 2016年（平成28年）                            | 5,677                                         | 11,074                                        | 16,751                                        | [ JR 18 ]                                     | [ 都 64 ]                                     |                                               |
| 2017年（平成29年）                            | 5,858                                         | 11,131                                        | 16,990                                        | [ JR 19 ]                                     | [ 都 65 ]                                     |                                               |
| 2018年（平成30年）                            | 5,993                                         | 11,226                                        | 17,220                                        | [ JR 20 ]                                     | [ 都 66 ]                                     |                                               |
| 2019年（令和元年）                            | 5,818                                         | 11,382                                        | 17,201                                        | [ JR 21 ]                                     | [ 都 67 ]                                     |                                               |
| 2020年（令和02年）                            | 4,239                                         | 9,416                                         | 13,655                                        | [ JR 22 ]                                     | [ 都 68 ]                                     |                                               |
| 2021年（令和03年）                            | 4,871                                         | 9,527                                         | 14,399                                        | [ JR 23 ]                                     | [ 都 69 ]                                     |                                               |
| 2022年（令和04年）                            | 5,563                                         | 9,917                                         | 15,481                                        | [ JR 24 ]                                     | [ 都 70 ]                                     | [ 荒 1 ]                                      |
| 2023年（令和05年）                            | 6,199                                         | 10,366                                        | 16,566                                        | [ JR 1 ]                                      |                                               |                                               |

備考
1. ↑  1896年（明治29年）12月25日に開業。開業日から翌年3月31日までの計97日間を集計したデータ。

### 東京メトロ
2024年度（令和6年度）の1日平均乗降人員は32,611人である。東京メトロ全130駅の中では東高円寺駅に次いで110位。日比谷線の駅では最も乗降人員が少ない。
開業後以降の推移は以下のとおりである。

#### 1日平均乗車人員（1960年 - 2000年）
| 1日平均乗車人員推移（営団）（1960年 - 2000年） | 1日平均乗車人員推移（営団）（1960年 - 2000年） | 1日平均乗車人員推移（営団）（1960年 - 2000年） |
| 年度                                           | 乗車人員                                       | 出典 （東京都）                                |
| ---------------------------------------------- | ---------------------------------------------- | ---------------------------------------------- |
| 1960年（昭和35年）                             | 4,306                                          | [ 都 8 ]                                       |
| 1961年（昭和36年）                             | 2,424                                          | [ 都 9 ]                                       |
| 1962年（昭和37年）                             | 4,512                                          | [ 都 71 ]                                      |
| 1963年（昭和38年）                             | 5,843                                          | [ 都 72 ]                                      |
| 1964年（昭和39年）                             | 7,043                                          | [ 都 12 ]                                      |
| 1965年（昭和40年）                             | 8,095                                          | [ 都 73 ]                                      |
| 1966年（昭和41年）                             | 7,929                                          | [ 都 14 ]                                      |
| 1967年（昭和42年）                             | 8,967                                          | [ 都 74 ]                                      |
| 1968年（昭和43年）                             | 9,397                                          | [ 都 75 ]                                      |
| 1969年（昭和44年）                             | 10,250                                         | [ 都 17 ]                                      |
| 1970年（昭和45年）                             | 10,962                                         | [ 都 18 ]                                      |
| 1971年（昭和46年）                             | 12,022                                         | [ 都 19 ]                                      |
| 1972年（昭和47年）                             | 12,189                                         | [ 都 76 ]                                      |
| 1973年（昭和48年）                             | 12,052                                         | [ 都 77 ]                                      |
| 1974年（昭和49年）                             | 11,619                                         | [ 都 78 ]                                      |
| 1975年（昭和50年）                             | 10,525                                         | [ 都 79 ]                                      |
| 1976年（昭和51年）                             | 10,742                                         | [ 都 80 ]                                      |
| 1977年（昭和52年）                             | 10,808                                         | [ 都 81 ]                                      |
| 1978年（昭和53年）                             | 10,959                                         | [ 都 82 ]                                      |
| 1979年（昭和54年）                             | 11,552                                         | [ 都 83 ]                                      |
| 1980年（昭和55年）                             | 11,466                                         | [ 都 84 ]                                      |
| 1981年（昭和56年）                             | 11,562                                         | [ 都 85 ]                                      |
| 1982年（昭和57年）                             | 11,312                                         | [ 都 86 ]                                      |
| 1983年（昭和58年）                             | 11,344                                         | [ 都 87 ]                                      |
| 1984年（昭和59年）                             | 10,071                                         | [ 都 88 ]                                      |
| 1985年（昭和60年）                             | 9,956                                          | [ 都 89 ]                                      |
| 1986年（昭和61年）                             | 9,800                                          | [ 都 90 ]                                      |
| 1987年（昭和62年）                             | 9,760                                          | [ 都 91 ]                                      |
| 1988年（昭和63年）                             | 9,918                                          | [ 都 92 ]                                      |
| 1989年（平成元年）                             | 10,055                                         | [ 都 93 ]                                      |
| 1990年（平成02年）                             | 9,825                                          | [ 都 94 ]                                      |
| 1991年（平成03年）                             | 9,423                                          | [ 都 95 ]                                      |
| 1992年（平成04年）                             | 9,178                                          | [ 都 40 ]                                      |
| 1993年（平成05年）                             | 9,077                                          | [ 都 41 ]                                      |
| 1994年（平成06年）                             | 8,890                                          | [ 都 42 ]                                      |
| 1995年（平成07年）                             | 8,560                                          | [ 都 43 ]                                      |
| 1996年（平成08年）                             | 8,244                                          | [ 都 44 ]                                      |
| 1997年（平成09年）                             | 8,036                                          | [ 都 96 ]                                      |
| 1998年（平成10年）                             | 7,858                                          | [ 都 46 ]                                      |
| 1999年（平成11年）                             | 7,743                                          | [ 都 47 ]                                      |
| 2000年（平成12年）                             | 8,241                                          | [ 都 97 ]                                      |

#### 1日平均乗車人員・乗降人員（2001年以降）
| 1日平均乗車人員・乗降人員推移（営団／東京メトロ）（2001年以降） | 1日平均乗車人員・乗降人員推移（営団／東京メトロ）（2001年以降） | 1日平均乗車人員・乗降人員推移（営団／東京メトロ）（2001年以降） | 1日平均乗車人員・乗降人員推移（営団／東京メトロ）（2001年以降） | 1日平均乗車人員・乗降人員推移（営団／東京メトロ）（2001年以降） | 1日平均乗車人員・乗降人員推移（営団／東京メトロ）（2001年以降） | 1日平均乗車人員・乗降人員推移（営団／東京メトロ）（2001年以降） | 1日平均乗車人員・乗降人員推移（営団／東京メトロ）（2001年以降） | 1日平均乗車人員・乗降人員推移（営団／東京メトロ）（2001年以降） | 1日平均乗車人員・乗降人員推移（営団／東京メトロ）（2001年以降） | 1日平均乗車人員・乗降人員推移（営団／東京メトロ）（2001年以降） |
| 年度                                                            | 乗車人員                                                        | 乗降人員                                                        | 乗降人員                                                        | 乗降人員                                                        | 乗降人員                                                        | 乗降人員                                                        | 出典                                                            | 出典                                                            | 出典                                                            | 出典                                                            |
| 年度                                                            | 乗車人員                                                        | 定期外                                                          | 定期                                                            | 合計                                                            | 増加率                                                          | 順位                                                            | メトロ                                                          | 関東広告                                                        | 東京都                                                          | 荒川区                                                          |
| --------------------------------------------------------------- | --------------------------------------------------------------- | --------------------------------------------------------------- | --------------------------------------------------------------- | --------------------------------------------------------------- | --------------------------------------------------------------- | --------------------------------------------------------------- | --------------------------------------------------------------- | --------------------------------------------------------------- | --------------------------------------------------------------- | --------------------------------------------------------------- |
| 2001年（平成13年）                                              | 8,553                                                           |                                                                 |                                                                 | 16,656                                                          | 4.3%                                                            | 117位                                                           | [ メ 2 ]                                                        |                                                                 | [ 都 98 ]                                                       |                                                                 |
| 2002年（平成14年）                                              | 8,753                                                           |                                                                 |                                                                 | 17,387                                                          | 4.4%                                                            | 118位                                                           | [ メ 3 ]                                                        |                                                                 | [ 都 99 ]                                                       |                                                                 |
| 2003年（平成15年）                                              | 9,003                                                           | 8,288                                                           | 9,506                                                           | 17,794                                                          | 6.8%                                                            | 120位                                                           | [ メ 4 ]                                                        | [ 関広 1 ]                                                      | [ 都 100 ]                                                      |                                                                 |
| 2004年（平成16年）                                              | 9,611                                                           | 9,339                                                           | 9,912                                                           | 19,251                                                          | 8.2%                                                            | 117位                                                           | [ メ 5 ]                                                        | [ 関広 2 ]                                                      | [ 都 101 ]                                                      |                                                                 |
| 2005年（平成17年）                                              | 9,986                                                           | 9,949                                                           | 10,408                                                          | 20,357                                                          | 5.7%                                                            | 117位                                                           | [ メ 6 ]                                                        | [ 関広 3 ]                                                      | [ 都 102 ]                                                      |                                                                 |
| 2006年（平成18年）                                              | 10,266                                                          | 10,207                                                          | 10,634                                                          | 20,841                                                          | 2.4%                                                            | 117位                                                           | [ メ 7 ]                                                        | [ 関広 4 ]                                                      | [ 都 103 ]                                                      |                                                                 |
| 2007年（平成19年）                                              | 11,074                                                          | 10,637                                                          | 11,524                                                          | 22,161                                                          | 6.3%                                                            | 114位                                                           | [ メ 8 ]                                                        | [ 関広 5 ]                                                      | [ 都 104 ]                                                      |                                                                 |
| 2008年（平成20年）                                              | 11,518                                                          | 11,418                                                          | 11,888                                                          | 23,306                                                          | 5.2%                                                            | 112位                                                           | [ メ 9 ]                                                        | [ 関広 6 ]                                                      | [ 都 105 ]                                                      |                                                                 |
| 2009年（平成21年）                                              | 11,899                                                          | 11,437                                                          | 12,514                                                          | 23,951                                                          | 2.8%                                                            | 112位                                                           | [ メ 10 ]                                                       | [ 関広 7 ]                                                      | [ 都 106 ]                                                      |                                                                 |
| 2010年（平成22年）                                              | 12,216                                                          | 11,628                                                          | 13,014                                                          | 24,642                                                          | 2.9%                                                            | 113位                                                           | [ メ 11 ]                                                       | [ 関広 8 ]                                                      | [ 都 107 ]                                                      |                                                                 |
| 2011年（平成23年）                                              | 12,377                                                          | 11,593                                                          | 13,348                                                          | 24,941                                                          | 1.2%                                                            | 111位                                                           | [ メ 12 ]                                                       | [ 関広 9 ]                                                      | [ 都 108 ]                                                      |                                                                 |
| 2012年（平成24年）                                              | 13,052                                                          | 12,140                                                          | 14,206                                                          | 26,346                                                          | 5.6%                                                            | 108位                                                           | [ メ 13 ]                                                       | [ 関広 10 ]                                                     | [ 都 109 ]                                                      |                                                                 |
| 2013年（平成25年）                                              | 13,468                                                          | 12,371                                                          | 14,802                                                          | 27,173                                                          | 3.1%                                                            | 110位                                                           | [ メ 14 ]                                                       | [ 関広 11 ]                                                     | [ 都 110 ]                                                      |                                                                 |
| 2014年（平成26年）                                              | 13,660                                                          | 12,419                                                          | 15,152                                                          | 27,571                                                          | 1.5%                                                            | 110位                                                           | [ メ 15 ]                                                       | [ 関広 12 ]                                                     | [ 都 111 ]                                                      |                                                                 |
| 2015年（平成27年）                                              | 14,027                                                          | 12,889                                                          | 15,486                                                          | 28,375                                                          | 2.9%                                                            | 110位                                                           | [ メ 16 ]                                                       | [ 関広 13 ]                                                     | [ 都 112 ]                                                      |                                                                 |
| 2016年（平成28年）                                              | 14,397                                                          | 13,432                                                          | 15,788                                                          | 29,220                                                          | 3.0%                                                            | 111位                                                           | [ メ 17 ]                                                       | [ 関広 14 ]                                                     | [ 都 113 ]                                                      |                                                                 |
| 2017年（平成29年）                                              | 14,756                                                          | 14,006                                                          | 16,034                                                          | 30,040                                                          | 2.8%                                                            | 111位                                                           | [ メ 18 ]                                                       | [ 関広 15 ]                                                     | [ 都 114 ]                                                      |                                                                 |
| 2018年（平成30年）                                              | 15,455                                                          | 14,680                                                          | 16,718                                                          | 31,398                                                          | 4.5%                                                            | 110位                                                           | [ メ 19 ]                                                       | [ 関広 16 ]                                                     | [ 都 115 ]                                                      |                                                                 |
| 2019年（令和元年）                                              | 15,325                                                          | 14,441                                                          | 16,804                                                          | 31,245                                                          | −0.5%                                                           | 110位                                                           | [ メ 20 ]                                                       | [ 関広 17 ]                                                     | [ 都 116 ]                                                      |                                                                 |
| 2020年（令和02年）                                              | 11,677                                                          | 10,425                                                          | 13,196                                                          | 23,621                                                          | −24.4%                                                          | 107位                                                           | [ メ 21 ]                                                       | [ 関広 18 ]                                                     | [ 都 117 ]                                                      |                                                                 |
| 2021年（令和03年）                                              | 12,392                                                          | 11,950                                                          | 13,142                                                          | 25,092                                                          | 6.2%                                                            | 108位                                                           | [ メ 22 ]                                                       | [ 関広 19 ]                                                     | [ 都 118 ]                                                      |                                                                 |
| 2022年（令和04年）                                              | 13,912                                                          | 13,849                                                          | 14,392                                                          | 28,241                                                          | 12.5%                                                           | 108位                                                           | [ メ 23 ]                                                       | [ 関広 20 ]                                                     | [ 都 119 ]                                                      | [ 荒 1 ]                                                        |
| 2023年（令和05年）                                              |                                                                 | 15,860                                                          | 15,458                                                          | 31,318                                                          | 10.9%                                                           | 110位                                                           | [ メ 24 ]                                                       | [ 関広 21 ]                                                     |                                                                 |                                                                 |
| 2024年（令和06年）                                              |                                                                 |                                                                 |                                                                 | 32,611                                                          | 4.1%                                                            | 110位                                                           | [ メ 1 ]                                                        |                                                                 |                                                                 |                                                                 |

備考
1. ↑  1961年（昭和36年）3月28日に開業。開業日から同年3月31日までの計4日間を集計したデータ。

### 首都圏新都市鉄道
2024年度（令和6年度）の1日平均乗車人員は6,659人である。つくばエクスプレス線の快速停車駅では最も乗車人員が少ない。
開業後以降の推移は以下のとおりである。
| 1日平均乗降人員推移（首都圏新都市鉄道） | 1日平均乗降人員推移（首都圏新都市鉄道） | 1日平均乗降人員推移（首都圏新都市鉄道） | 1日平均乗降人員推移（首都圏新都市鉄道） | 1日平均乗降人員推移（首都圏新都市鉄道） |
| 年度                                    | 乗車人員                                | 出典                                    | 出典                                    | 出典                                    |
| 年度                                    | 乗車人員                                | TX                                      | 東京都                                  | 荒川区                                  |
| --------------------------------------- | --------------------------------------- | --------------------------------------- | --------------------------------------- | --------------------------------------- |
| 2005年（平成17年）                      | 2,508                                   |                                         | [ 都 120 ]                              |                                         |
| 2006年（平成18年）                      | 3,108                                   |                                         | [ 都 121 ]                              |                                         |
| 2007年（平成19年）                      | 3,451                                   |                                         | [ 都 122 ]                              |                                         |
| 2008年（平成20年）                      | 3,679                                   | [ TX 2 ]                                | [ 都 123 ]                              |                                         |
| 2009年（平成21年）                      | 3,828                                   | [ TX 2 ]                                | [ 都 124 ]                              |                                         |
| 2010年（平成22年）                      | 4,002                                   | [ TX 3 ]                                | [ 都 125 ]                              |                                         |
| 2011年（平成23年）                      | 4,135                                   | [ TX 3 ]                                | [ 都 126 ]                              |                                         |
| 2012年（平成24年）                      | 4,409                                   | [ TX 4 ]                                | [ 都 127 ]                              |                                         |
| 2013年（平成25年）                      | 4,635                                   | [ TX 5 ]                                | [ 都 128 ]                              |                                         |
| 2014年（平成26年）                      | 4,670                                   | [ TX 6 ]                                | [ 都 129 ]                              |                                         |
| 2015年（平成27年）                      | 4,855                                   | [ TX 7 ]                                | [ 都 130 ]                              |                                         |
| 2016年（平成28年）                      | 4,989                                   | [ TX 8 ]                                | [ 都 131 ]                              |                                         |
| 2017年（平成29年）                      | 5,159                                   | [ TX 9 ]                                | [ 都 132 ]                              |                                         |
| 2018年（平成30年）                      | 5,650                                   | [ TX 10 ]                               | [ 都 133 ]                              |                                         |
| 2019年（令和元年）                      | 5,918                                   | [ TX 11 ]                               | [ 都 134 ]                              |                                         |
| 2020年（令和02年）                      | 4,583                                   | [ TX 12 ]                               | [ 都 135 ]                              |                                         |
| 2021年（令和03年）                      | 5,133                                   | [ TX 13 ]                               | [ 都 136 ]                              |                                         |
| 2022年（令和04年）                      | 5,672                                   | [ TX 14 ]                               | [ 都 137 ]                              | [ 荒 1 ]                                |
| 2023年（令和05年）                      | 6,249                                   | [ TX 15 ]                               |                                         |                                         |
| 2024年（令和06年）                      | 6,659                                   | [ TX 1 ]                                |                                         |                                         |

## 駅周辺

駅前広場に建つ松尾芭蕉の像

旧日光街道（国道4号）が当駅の西側を通っている。また、隅田川が近く江戸四宿として栄えた千住宿は当駅の付近と北千住駅の付近を総称して指しており、この辺りは小千住・千住南組といっていた。また、江戸時代の刑場である小塚原刑場、橋本左内や鼠小僧次郎吉などの墓のある回向院は当駅の近くにある。
JR駅に隣接して荒川区立南千住第二中学校がある。そのほか、東京都立産業技術高等専門学校荒川キャンパスおよび東京都立荒川工科高等学校の最寄り駅でもある。JR貨物の隅田川駅、日比谷線の車両基地である千住検車区も当駅の東側にある。また、日比谷線の駅南東部には都営バス南千住営業所があり、同営業所は都電南千住電車営業所の跡地となる。
2008年（平成20年）6月下旬には、JR駅舎前東側にマクドナルドや三徳が入居する平屋建ての商業施設がオープンした。このほか、東口側の複合商業施設としてはBiVi南千住、リブレ京成を核テナントとするLaLaテラス 南千住、23区初のロイヤルホームセンターが立地する。
松尾芭蕉が1689年、千住の地から奥の細道の旅に出立したことに因み、駅前広場に銅像が建立されている。
- 東京都交通局 南千住自動車営業所
- 泪橋 - 駅前から貨物線跨線橋を経由し徒歩約5分。
- 山谷 - 駅前から貨物線跨線橋を経由し徒歩約10分。
- 荒川南千住五郵便局 - 西口から徒歩約3分。

## バス路線
| のりば       | 運行事業者   | 系統・行先                                                                        |
| 南千住駅東口 | 南千住駅東口 | 南千住駅東口                                                                      |
| ------------ | ------------ | --------------------------------------------------------------------------------- |
| 2            | 都営バス     | 錦40：錦糸町駅前                                                                  |
| 3            | 都営バス     | 上46：上野松坂屋前・南千住車庫前                                                  |
| 南千住車庫前 |              |                                                                                   |
| －           | 都営バス     | - 東42-1：東京駅八重洲口 - 東42-2：東神田 - 東42-3：浅草雷門 - 上46：上野松坂屋前 |
| 南千住駅西口 |              |                                                                                   |
| 4            | 都営バス     | - 東42-1：東京駅八重洲口 - 東42-2：東神田                                         |
| －           | 京成バス     | 南千01・南千02・南千02-1（さくら）：南千住駅西口（循環）                          |

## その他
当駅は先に開業した地下鉄の日比谷線が高架で建設され、つくばエクスプレスはその地下をくぐる構造であるため、日本では4例しかない「同一駅で私鉄のホームが地下にあり地下鉄のホームが高架（地上）にある」という珍しい形態となっている。

## 隣の駅
東日本旅客鉄道（JR東日本）
 常磐線（快速）
■特別快速
通過
■■快速
三河島駅 (JJ 03) - 南千住駅 (JJ 04) - 北千住駅 (JJ 05)
常磐線貨物支線（隅田川貨物線）
隅田川駅 - 南千住駅
東京地下鉄（東京メトロ）
 日比谷線
三ノ輪駅 (H 20) - 南千住駅 (H 21) - 北千住駅 (H 22)
首都圏新都市鉄道
つくばエクスプレス
■快速・■通勤快速（平日下りのみ運転）・■区間快速・■普通
浅草駅 (TX03) - 南千住駅 (TX04) - 北千住駅 (TX05)

### 記事本文